# Bird (cantante)
Bird, estilizado como bird (nacida el 9 de diciembre de 1975 como Yuki Kitayama (北山有紀?), es una cantante japonesa.

## Historia
Kitayama se graduó de la Notre Dame Academy, una escuela secundaria solo para niñas en la región de Kansai. Luego asistió a la Universidad de Kansai y se graduó con un título en sociología. Mientras estaba en la universidad, fue miembro del club de música ligera de la escuela.
Después de graduarse, pasó un año en ciudad de Nueva York. Al regresar a Osaka a fines de la década de 1990, comenzó su carrera como cantante cantando en varios clubes de jazz. Después de alcanzar la fama en la localidad, fue descubierta por productor discográfico Shinichi Osawa, más conocido como Mondo Grosso.
En 1998, Kitayama apareció en Mirai e no Kagi (Osawa's Realized Mix) de Zeebra lanzado en el miniálbum The Rhyme Animal Remix EP.1. Se le ocurrió el alias bird en esta época, porque su cabeza se parecía a un nido de pájaro durante su debut. Además, expresó que quería que su música hiciera eco del canto de los pajaritos.
El 20 de marzo de 1999, lanzó su primer sencillo Souls en el sello de Osawa RealEyes. En julio del mismo año, bird lanzó su primer álbum con el mismo nombre en el sello Sony Music Japan, que vendió más de 700.000 copias y le valió el premio Japan Gold Record for Newcomers.
Después de que RealEyes se independizó de Sony Records, bird pudo convertirse en la letrista y productora de su propia música.
Ella está casada con el ilustrador Jun Miura.

## Discografía

### Sencillos
|    | Fecha de lanzamiento     | Título                                 | Posición en las listas |
| -- | ------------------------ | -------------------------------------- | ---------------------- |
| 1  | 20 de marzo de 1999      | SOULS                                  | 44                     |
| 2  | 30 de junio de 1999      | BEATS                                  | 27                     |
| 3  | 25 de agosto de 1999     | 君の音が聴こえる場所へ                 | 76                     |
| 4  | 6 de octubre de 1999     | 空の瞳                                 | 14                     |
| 5  | 1 de diciembre de 1999   | 満ちてゆく唇                           | 70                     |
| 6  | 21 de enero de 2000      | SOULS (Peach Bossa Mix)                |                        |
| 7  | 1 de abril de 2000       | GAME                                   | 25                     |
|    | 1 de mayo de 2000        | LIFE MONDO GROSSO feat bird            |                        |
| 8  | 27 de septiembre de 2000 | オアシス                               | 24                     |
| 9  | 22 de noviembre de 2000  | マインドトラベル                       | 73                     |
| 10 | 31 de enero de 2001      | マーメイド3000                         | 82                     |
| 11 | 7 de marzo de 2001       | 桜                                     |                        |
| 12 | 22 de agosto de 2001     | flow                                   | 42                     |
| 13 | 5 de diciembre de 2001   | ZERO                                   | 73                     |
| 14 | 6 de febrero de 2002     | 私的パートナー                         | 80                     |
| 15 | 24 de abril de 2002      | 散歩しよう                             |                        |
| 16 | 21 de agosto de 2002     | フラッシュ                             |                        |
| 17 | 10 de septiembre de 2003 | チャンス                               | 144                    |
| 18 | 22 de julio de 2004      | ハイビスカス                           | 155                    |
| 19 | 1 de septiembre de 2004  | 髪をほどいて                           |                        |
| 20 | 24 de agosto de 2005     | 童神                                   | 140                    |
| 21 | 28 de junio de 2006      | ファーストブレス                       |                        |
| 22 | 4 de octubre de 2006     | SPARKLES                               | 199                    |
|    | 29 de noviembre de 2006  | 君が笑う方へ Taiji All Stars feat bird |                        |
| 23 | 11 de julio de 2007      | BATUCADA                               | 44                     |
| 24 | 23 de julio de 2008      | サマーヌード／ダンシング・シスター     |                        |
|    | 13 de marzo de 2010      | Soul Shine Baker Brothers feat bird    |                        |

### Álbumes
|    | Fecha de lanzamiento     | Título                        | Posición en las listas |
| -- | ------------------------ | ----------------------------- | ---------------------- |
| 1  | 23 de julio de 1999      | bird                          | 8                      |
|    | 10 de noviembre de 1999  | bird －LIMITED SILVER EDITION | 8                      |
| 2  | 22 de noviembre de 2000  | MINDTRAVEL                    | 5                      |
| 3  | 6 de marzo de 2002       | 極上ハイブリッド              | 11                     |
| 4  | 8 de octubre de 2003     | DOUBLE CHANCE                 | 22                     |
| 5  | 23 de septiembre de 2004 | vacation                      | 46                     |
| 6  | 4 de octubre de 2006     | BREATH                        | 50                     |
| 7  | 25 de mayo de 2011       | NEW BASIC                     |                        |
| 8  | 20 de marzo de 2013      | Home                          |                        |
| 9  | 25 de septiembre de 2013 | 9                             |                        |
| 10 | 4 de noviembre de 2015   | Lush                          |                        |
| 11 | 20 de marzo de 2019      | 波形                          |                        |

### Otros álbumes
|                  | Fecha de lanzamiento     | Título                                  | Posición en las listas |
| ---------------- | ------------------------ | --------------------------------------- | ---------------------- |
| Álbum en vivo    | 23 de mayo de 2001       | LIVE! tour 2000+1                       | 21                     |
| Best Of          | 28 de septiembre de 2005 | bird's nest                             | 27                     |
| Álbum de portada | 28 de noviembre de 2007  | BIRDSONG EP -cover BEATS for the party- | 66                     |
| Álbum de portada | 6 de agosto de 2008      | MY LOVE                                 | 69                     |
| Best Of          | 24 de septiembre de 2008 | Free Soul Collection                    | 246                    |
| Best Of          | 29 de abril de 2009      | covers                                  |                        |
| Best Of          | 20 de marzo de 2013      | bird's nest 2013                        |                        |
| Best Of          | 12 de junio de 2013      | bird's best 2013                        |                        |
| Best Of          | 7 de julio de 2019       | bird 20th Anniversary Best              |                        |

### VHS/DVD
| Fecha de lanzamiento              | Título                 |
| --------------------------------- | ---------------------- |
| VHS, DVD 23 de marzo de 2000      | tour 1999 live!        |
| VHS, DVD 23 de mayo de 2001       | bird tour 2000＋1 live |
| VHS, DVD 19 de septiembre de 2001 | bird clips! #1         |
| DVD 9 de octubre de 2005          | bird LIVE! '04-'05     |